# كمندان (أصفهان)
كمندان هي قرية في مقاطعة أصفهان، إيران. عدد سكان هذه القرية هو 368 في سنة 2006.